# Pholetesor powelli
Pholetesor powelli är en stekelart som beskrevs av Whitfield 2006. Pholetesor powelli ingår i släktet Pholetesor och familjen bracksteklar. Inga underarter finns listade i Catalogue of Life.